# Tình cảm thẩm mỹ
Tình cảm thẩm mỹ (tiếng Pháp: ếmotion esthétique) là những rung động, xúc cảm thẩm mỹ của con người đối với thực tại, được thể hiện và củng cố bằng hoạt động thẩm mỹ, dưới mọi dạng thức, kể cả sáng tác nghệ thuật, kèm theo một năng lượng tinh thần tích cực.
Một khi tình cảm thẩm mỹ mất đi thì quan hệ thẩm mỹ (thái độ thẩm mỹ) cũng biến mất hoặc chuyển sang bình diện phán đoán có tính chất nhận thức đơn thuần. Tình cảm thẩm mỹ bộc lộ một cách súc tích toàn bộ thế giới tinh thần cũng như cá tính và kinh nghiệm xã hội của một con người. Nó bao giờ cũng mang tính lựa chọn – đánh giá.
Mặc dù tình cảm thẩm mỹ mang tính hai chiều (thích thú không thích thú), nhưng bao giờ ưu thế cũng nghiêng về xúc cảm tích cực, ngay cả trong quan hệ với cái xấu và cái kinh dị, khủng khiếp cũng thế. Sắc thái cảm xúc tiêu cực trội lên sẽ dập tắt tình cảm thẩm mỹ.
Tình cảm thẩm mỹ cũng mang tính tình thế – đối tượng, nó bao giờ cũng hướng vào đối tượng đó trong tưởng tượng như là hình ảnh về một thực tại đáng mong muốn. Tình cảm thẩm mỹ có thể được người ta ý thức ở những cấp độ khác nhau, hoặc ở hoạt động vô thức, hoặc mang tính phản xạ, hoặc ở các phán đoán thị hiếu.
Do chỗ là phương tiện xúc cảm của quan hệ thẩm mỹ và phát triển đồng thời với quan hệ đó, tình cảm thẩm mỹ cũng có trọng tâm phát triển riêng. Nó bắt đầu từ một xúc cảm sơ bộ, một phản xạ thẩm mỹ không chủ định, phản xạ này đưa ý thức con người ra khỏi phạm vi thường nhật và đưa con người vào quan hệ thẩm mỹ. Trên cơ sở này hình thành một tình cảm bền vững, tình cảm vui sướng, có màu sắc tích cực.
Đỉnh điểm của tình cảm thẩm mỹ là sự thanh lọc. Mặc dù có những tiền đề bẩm sinh, lại có tính chất chủ quan, tình cảm thẩm mỹ cũng chịu sự quy định của xã hội. Quyết định luận xã hội của tình cảm thẩm mỹ cũng quy định tính lịch sử của nó: mỗi thời đại lịch sử có những biểu hiện tình cảm thẩm mỹ đặc thù, được biểu thị ngay cả trong nghệ thuật (chủ nghĩa duy cảm nhiều nước mắt, chủ nghĩa lãng mạn hào hùng và mỉa mai, chủ nghĩa hiện thực mang tính tái hiện). Tính ổn định và ý nghĩa xã hội của tình cảm thẩm mỹ sẽ biến nó thành nhu cầu thẩm mỹ là cái sẽ được thể hiện dưới các dạng hoạt động và quan hệ khác nhau của con người.